# Абіньйо
Абіньйо́ (кат. Avinyó) — муніципалітет, розташований в Автономній області Каталонія, в Іспанії. Код муніципалітету за номенклатурою Інституту статистики Каталонії — 80121. Знаходиться у районі (кумарці) Бажас (коди району — 07 та BG) провінції Барселона, згідно з новою адміністративною реформою перебуватиме у складі Баґарії (округи) Центральна Каталонія. 

## Населення
Населення міста (у 2007 р.) становить 2.190 осіб (з них менше 14 років — 15,7%, від 15 до 64 — 64,1%, понад 65 років — 20,3%). У 2006 р. народжуваність склала 27 осіб, смертність — 20 осіб, зареєстровано 6 шлюбів. У 2001 р. активне населення становило 1.007 осіб, з них безробітних — 69 осіб.
Серед осіб, які проживали на території міста у 2001 р., 1.766 народилися в Каталонії (з них 1.406 осіб у тому самому районі, або кумарці), 203 особи приїхали з інших областей Іспанії, а 50 осіб приїхало з-за кордону. 
Університетську освіту має 7% усього населення. 
У 2001 р. нараховувалося 688 домогосподарств (з них 15% складалися з однієї особи, 26,6% з двох осіб,24,7% з 3 осіб, 21,9% з 4 осіб, 7,8% з 5 осіб, 3,5% з 6 осіб, 0,3% з 7 осіб, 0,1% з 8 осіб і 0% з 9 і більше осіб).
Активне населення міста у 2001 р. працювало у таких сферах діяльності : у сільському господарстві — 4,2%, у промисловості — 56,8%, на будівництві — 7,8% і у сфері обслуговування — 31,2%. 
У муніципалітеті або у власному районі (кумарці) працює 1.070 осіб, поза районом — 295 осіб.
Безробіття
У 2007 р. нараховувалося 50 безробітних (у 2006 р. — 74 безробітних), з них чоловіки становили 30%, а жінки — 70%.

## Економіка

### Підприємства міста

#### Промислові підприємства
| \| Промислові підприємства міста, за сферою діяльності \| Промислові підприємства міста, за сферою діяльності \| Промислові підприємства міста, за сферою діяльності \| \| Рік \| 2002 р. \| 2001 р. \| \| --------------------------------------------------- \| --------------------------------------------------- \| --------------------------------------------------- \| \| Енергетичні та водні ресурси \| 5% \| 5% \| \| Хімія та метали \| 0% \| 0% \| \| Переробка металів \| 22,5% \| 25% \| \| Продукти харчування \| 17,5% \| 17,5% \| \| Текстиль \| 32,5% \| 30% \| \| Виробництво меблів, видання \| 20% \| 20% \| \| Інше \| 2,5% \| 2,5% \| \| Усього підприємств \| 40 \| 40 \| |         |         |
| Промислові підприємства міста, за сферою діяльності |         |         |
| Рік | 2002 р. | 2001 р. |
| Енергетичні та водні ресурси | 5%      | 5%      |
| Хімія та метали | 0%      | 0%      |
| Переробка металів | 22,5%   | 25%     |
| Продукти харчування | 17,5%   | 17,5%   |
| Текстиль | 32,5%   | 30%     |
| Виробництво меблів, видання | 20%     | 20%     |
| Інше | 2,5%    | 2,5%    |
| Усього підприємств | 40      | 40      |

#### Роздрібна торгівля
| \| Підприємства роздрібної торгівлі міста, за сферою діяльності \| Підприємства роздрібної торгівлі міста, за сферою діяльності \| Підприємства роздрібної торгівлі міста, за сферою діяльності \| \| Рік \| 2002 р. \| 2001 р. \| \| ------------------------------------------------------------ \| ------------------------------------------------------------ \| ------------------------------------------------------------ \| \| Продукти харчування \| 47,6% \| 50% \| \| Одяг та взуття \| 14,3% \| 13,6% \| \| Товари для дому \| 9,5% \| 9,1% \| \| Книги та періодичні видання \| 4,8% \| 4,5% \| \| Промислова хімічна продукція \| 9,5% \| 9,1% \| \| Продукція, пов'язана з транспортними засобами \| 0% \| 0% \| \| Інше \| 14,3% \| 13,6% \| \| Усього підприємств \| 21 \| 22 \| |         |         |
| Підприємства роздрібної торгівлі міста, за сферою діяльності |         |         |
| Рік | 2002 р. | 2001 р. |
| Продукти харчування | 47,6%   | 50%     |
| Одяг та взуття | 14,3%   | 13,6%   |
| Товари для дому | 9,5%    | 9,1%    |
| Книги та періодичні видання | 4,8%    | 4,5%    |
| Промислова хімічна продукція | 9,5%    | 9,1%    |
| Продукція, пов'язана з транспортними засобами | 0%      | 0%      |
| Інше | 14,3%   | 13,6%   |
| Усього підприємств | 21      | 22      |

#### Сфера послуг
| \| Підприємства міста, що працюють у сфері послуг, за діяльністю \| Підприємства міста, що працюють у сфері послуг, за діяльністю \| Підприємства міста, що працюють у сфері послуг, за діяльністю \| \| Рік \| 2002 р. \| 2001 р. \| \| ------------------------------------------------------------- \| ------------------------------------------------------------- \| ------------------------------------------------------------- \| \| Гуртова торгівля \| 18,2% \| 16,9% \| \| Готелі та готельний бізнес \| 18,2% \| 18,5% \| \| Транспорт та зв'язок \| 16,7% \| 16,9% \| \| Посередницькі фінансові послуги \| 6,1% \| 6,2% \| \| Послуги підприємствам \| 1,5% \| 1,5% \| \| Послуги фізичним особам \| 28,8% \| 30,8% \| \| Нерухомість та ін. \| 10,6% \| 9,2% \| \| Усього підприємств \| 66 \| 65 \| |         |         |
| Підприємства міста, що працюють у сфері послуг, за діяльністю |         |         |
| Рік | 2002 р. | 2001 р. |
| Гуртова торгівля | 18,2%   | 16,9%   |
| Готелі та готельний бізнес | 18,2%   | 18,5%   |
| Транспорт та зв'язок | 16,7%   | 16,9%   |
| Посередницькі фінансові послуги | 6,1%    | 6,2%    |
| Послуги підприємствам | 1,5%    | 1,5%    |
| Послуги фізичним особам | 28,8%   | 30,8%   |
| Нерухомість та ін. | 10,6%   | 9,2%    |
| Усього підприємств | 66      | 65      |

## Житловий фонд
У 2001 р. 1% усіх родин (домогосподарств) мали житло метражем до 59 м², 29,9% — від 60 до 89 м², 45,8% — від 90 до 119 м² і 23,3% — понад 120 м².
З усіх будівель у 2001 р. 80% було одноповерховими, 14,4% — двоповерховими, 3,6% — триповерховими, 1,4% — чотириповерховими, 0,5% — п'ятиповерховими, 0% — шестиповерховими та з більше поверхами.

## Автопарк
| \| Автомобілі, зареєстровані у місті, за призначенням \| Автомобілі, зареєстровані у місті, за призначенням \| Автомобілі, зареєстровані у місті, за призначенням \| \| Рік \| 2006 р. \| 2005 р. \| \| -------------------------------------------------- \| -------------------------------------------------- \| -------------------------------------------------- \| \| Приватні автомобілі \| 62,9% \| 63,5% \| \| Мотоцикли \| 8,9% \| 8,6% \| \| Вантажівки \| 23,1% \| 23,3% \| \| Трактори \| 0,7% \| 0,7% \| \| Автобуси та ін. \| 4,4% \| 3,9% \| \| Усього автомобілів \| 1.624 шт. \| 1.544 шт. \| |           |           |
| Автомобілі, зареєстровані у місті, за призначенням |           |           |
| Рік | 2006 р.   | 2005 р.   |
| Приватні автомобілі | 62,9%     | 63,5%     |
| Мотоцикли | 8,9%      | 8,6%      |
| Вантажівки | 23,1%     | 23,3%     |
| Трактори | 0,7%      | 0,7%      |
| Автобуси та ін. | 4,4%      | 3,9%      |
| Усього автомобілів | 1.624 шт. | 1.544 шт. |

## Вживання каталанської мови
У 2001 р. каталанську мову у місті розуміли 98,5% усього населення (у 1996 р. — 98,6%), вміли говорити нею 93,4% (у 1996 р. — 
93,4%), вміли читати 92% (у 1996 р. — 85,6%), вміли писати 81
% (у 1996 р. — 62,5%). Не розуміли каталанської мови 1,5%.

## Політичні уподобання
У виборах до Парламенту Каталонії у 2006 р. взяло участь 1.207 осіб (у 2003 р. — 1.331 особа). Голоси за політичні сили розподілилися таким чином:
| \| Вибори до Парламенту Каталонії \| Вибори до Парламенту Каталонії \| Вибори до Парламенту Каталонії \| \| Рік \| 2006 р. \| 2003 р. \| \| -------------------------------------- \| ------------------------------ \| ------------------------------ \| \| Конвергенція та Єднання (CiU) \| 61,7% \| 64,5% \| \| Соціалістична партія Каталонії (PSC) \| 9% \| 9,2% \| \| Народна партія (PP) \| 2,2% \| 2,8% \| \| Ініціатива за зелену Каталонію (IC) \| 4,2% \| 2,6% \| \| Республіканська лівиця Каталонії (ERC) \| 22,1% \| 20,7% \| \| Громадянська партія (C's) \| 0,3% \| 0% \| \| Інші \| 0,4% \| 0,2% \| |         |         |
| Вибори до Парламенту Каталонії |         |         |
| Рік | 2006 р. | 2003 р. |
| Конвергенція та Єднання (CiU) | 61,7%   | 64,5%   |
| Соціалістична партія Каталонії (PSC) | 9%      | 9,2%    |
| Народна партія (PP) | 2,2%    | 2,8%    |
| Ініціатива за зелену Каталонію (IC) | 4,2%    | 2,6%    |
| Республіканська лівиця Каталонії (ERC) | 22,1%   | 20,7%   |
| Громадянська партія (C's) | 0,3%    | 0%      |
| Інші | 0,4%    | 0,2%    |

У муніципальних виборах у 2007 р. взяло участь 1.279 осіб (у 2003 р. — 1.369 осіб). Голоси за політичні сили розподілилися таким чином:
| \| Муніципальні вибори \| Муніципальні вибори \| Муніципальні вибори \| \| Рік \| 2007 р. \| 2003 р. \| \| -------------------------------------- \| ------------------- \| ------------------- \| \| Конвергенція та Єднання (CiU) \| 65,4% \| 74,9% \| \| Соціалістична партія Каталонії (PSC) \| 0% \| 0% \| \| Народна партія (PP) \| 0,8% \| 0,7% \| \| Ініціатива за зелену Каталонію (IC) \| 0% \| 0% \| \| Республіканська лівиця Каталонії (ERC) \| 33,9% \| 24,3% \| \| Громадянська партія (C's) \| 0% \| 0% \| \| Інші \| 0% \| 0% \| |         |         |
| Муніципальні вибори |         |         |
| Рік | 2007 р. | 2003 р. |
| Конвергенція та Єднання (CiU) | 65,4%   | 74,9%   |
| Соціалістична партія Каталонії (PSC) | 0%      | 0%      |
| Народна партія (PP) | 0,8%    | 0,7%    |
| Ініціатива за зелену Каталонію (IC) | 0%      | 0%      |
| Республіканська лівиця Каталонії (ERC) | 33,9%   | 24,3%   |
| Громадянська партія (C's) | 0%      | 0%      |
| Інші | 0%      | 0%      |